# Aspidaspis tubulifera
Aspidaspis tubulifera är en insektsart som först beskrevs av Alfred Serge Balachowsky 1933.  Aspidaspis tubulifera ingår i släktet Aspidaspis och familjen pansarsköldlöss.
Artens utbredningsområde är Marocko. Inga underarter finns listade i Catalogue of Life.